# Alle Achtung

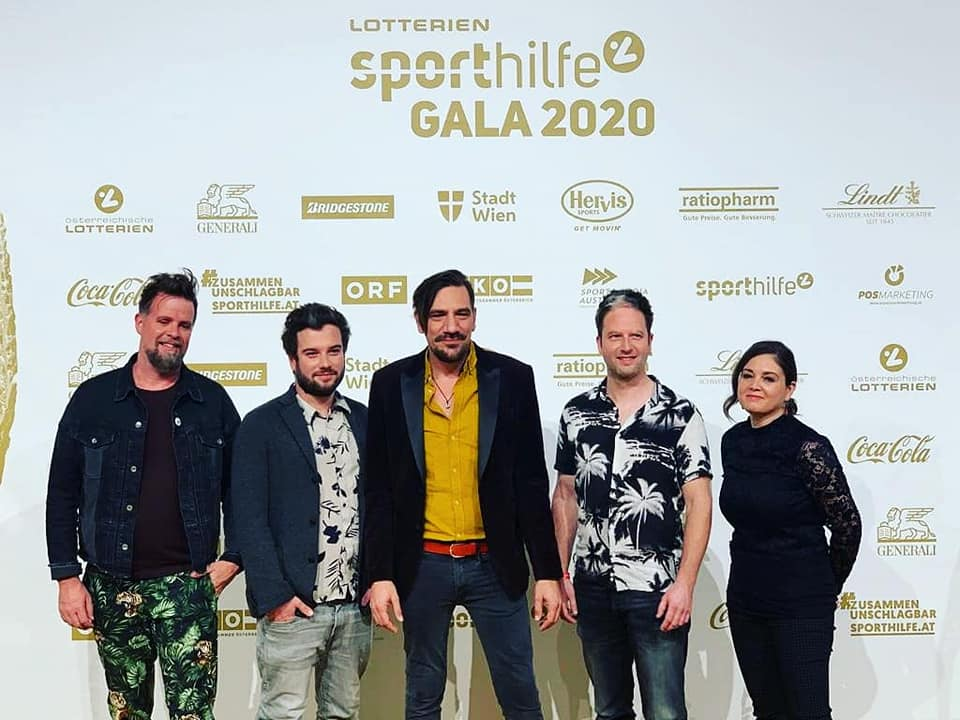
Alle Achtung bei der Sporthilfe Gala 2020

Alle Achtung ist eine österreichische Pop-Band aus Thal in der Steiermark.
Der Musikstil der Band definiert sich durch pop-lastige Songs mit Einflüssen aus Indiepop, Alternativ und Schlager. Bekannt wurde die Band durch ihren Song Marie, der in Österreich 2020 als Sommerhit bezeichnet wurde.

## Geschichte
Anfang 2014 gründeten Markus Bieder (E-Gitarre, Begleitgesang), Christian Stani (Gesang, Akustikgitarre), Gernot Höfler (Schlagzeug) und Herbert Heigl (Bass) Alle Achtung. In zwölf Sessions schrieb die Band zwölf Songs, die am 12. Dezember 2014 unter dem Albumtitel Es ist Zeit veröffentlicht wurden. Die Produktion übernahm Markus Bieder im hauseigenen „Tonladen Records“-Studio. Der Stil der Band war zunächst auf Alternativ-Pop/Rock ausgerichtet.
Der Song Es ist Zeit wurde die erste Singleauskoppelung der Band und erhielt Radioairplay in einigen lokalen Radiostationen. Es folgten Konzerte. Am 4. Dezember 2015 erschien die Single Ganz fest dabei, am 17. März 2017 folgte die Single Hol mich raus hier.
Anfang 2018 kam mit dem Keyboarder Robert Veigl ein fünftes Bandmitglied dazu. Der Einsatz des Keyboards veränderte auch den Sound der Band. Alte Songs wurden durch Keyboard-Sounds ergänzt und bei neuen Songs als fixes Element eingebaut. Im Frühjahr 2018 verließ das Gründungsmitglied Heigl die Band und wurde durch den Multiinstrumentalisten, Songwriter und Produzenten Patrick De Benedetto-Freisinger ersetzt.
Am 9. November 2018 erschien das zweite Album Wir II Planet. Die Produktion übernahm dabei wieder Markus Bieder. Stilistisch mischen sich in dem Album neben den bekannten Indie-Pop/Rock-Einflüssen nun auch vermehrt Pop-Elemente in die Songs.
Die Single Nirgendwo sonst wurde in lokalen Radiostationen gespielt und steigerte den Bekanntheitsgrad der Band. Der Song ist dem Sohn des Sängers Christian Stani gewidmet, welcher auch im Video dazu mitspielt.
Im Juni 2019 verließ auch Gernot Höfler die Band. Die Band beschloss zunächst wieder zu viert weiterzumachen. Am 2. August 2019 veröffentlichten Alle Achtung die Single Liebeslieder. Das Video dazu wurde im Grazer ASKÖ-Stadion gedreht. Der Song wurde in lokalen Radiostationen gespielt und etablierte die Band in der österreichischen Musikszene. Stilistisch ging die Band mit Liebeslieder weiter einen Schritt in Richtung Pop.
Im Herbst des Jahres 2019 erweiterte die sizilianische Bassistin Romina Denaro als fünftes Mitglied die Band. Denaro, die eine klassische Ausbildung absolviert hat und in Palermo in verschiedenen Orchestern spielte, übernahm den Bass in der Band während De Benedetto-Freisinger seinen Platz am Schlagzeug fand.
Im November 2019 nahm man im Tonladen-Records-Tonstudio von Markus Bieder in Thal den Song Marie auf, der von Bieder und Patrick de Benedetto-Freisinger produziert wurde. Im Video übernahm Gerda Rogers eine Gastrolle, außerdem wird sie im Liedtext besungen. Marie erschien am 20. März 2020. Mit dem Release des Musikvideos am 26. Mai 2020 wurde der Song vermehrt auch auf den großen Radiostationen in Österreich gespielt. Am 3. Juli wurde der Song zum ersten Mal auf Platz 1 der Hitradio-Ö3-Hörercharts gewählt. Insgesamt wurde Marie dort vier Mal Platz 1. Am 31. Juli 2020 erreichte der Song mit Platz 8 die höchste Wertung der österreichischen Singlecharts und hielt sich 22 Wochen in den Charts.
Im Juni 2020 unterzeichneten Alle Achtung einen Plattenvertrag bei Universal Music Austria.
Im Februar 2021 erschien der Song „Sono il Destino“. Im Video dazu übernahmen die Magier Thommy Ten und Amélie van Tass Gastrollen.
Im September 2021 erschien die Single „Bowie“. Der Song erreichte am 10. Dezember 2021 den 3. Platz der Hitradio Ö3 Hörercharts und hielt sich über mehrere Wochen in den Hitradio Ö3 Austrocharts auf Platz 1.
Am 1. April 2022 erscheint das Album Liebe & Krawall. Das Album steigt in der ersten Woche auch Platz 3 der österreichischen Albumcharts ein.
Den ersten Auftritt in Deutschland hatte Alle Achtung als Supportact bei der Singer- und Songwriterin Julia Kautz im November 2022 im Backstage München. Im Juli 2025 wurde bekanntgegeben, dass Schlagzeuger Patrick de Benedetto-Freisinger die Band verlässt.

## Auszeichnungen
Am 2. September 2020 erreichte der Song Marie in Österreich Goldstatus und im April 2021 Platinstatus.
Bei der „Sommerhitwahl“ von Radio Wien wurde Marie 2020 auf den zweiten Platz und bei Antenne Steiermark auf Platz 3 der 1000 größten Hits der letzten 25 Jahre gewählt.
Marie war der zweitmeistgewünschte Song auf Hitradio Ö3 im Jahr 2020 und wurde von Deutsch FM on air – dem „Verein zur Förderung deutschsprachiger Musik“ – als Song des Jahres 2020 ausgezeichnet.
2021 wird die Band in zwei Kategorien („Song des Jahres“ / „Pop/Rock Act des Jahres“) für den Amadeus Austrian Music Award nominiert.

### Fernsehauftritte
2020:
Die Band hatte ihr TV-Debüt im ORF bei der „Starnacht am Wörthersee“ 2020, die aufgrund der COVID-19-Pandemie nicht vor Publikum stattfand. Stattdessen wurden Clips der Künstler vorproduziert. Im deutschen Fernsehen debütierte Alle Achtung mit ihrem Song Marie im ZDF-Fernsehgarten am 19. Juli 2020.
Weiters trat Alle Achtung mit Marie in der Roland-Kaiser-Show im Ersten auf und als Liveact in der Sporthilfe-Gala, welche auf ORF übertragen wurde. In der erstmals produzierten Show Aufsteirern – die Show trat die Band in einer speziellen Version von Marie mit dem Musikverein Thal auf. Auch in der Frühstücksendung Guten Morgen Österreich, der ORF-Talksendung Vera und im Bayerischen Rundfunk bei der Abendschau war Alle Achtung zu sehen. Zudem hatten sie einen Auftritt in der Eurovisions-Silvestershow 2020 mit Francine Jordi und Jörg Pilawa.
2021:
Am 12. Juni traten Alle Achtung mit dem Song „Sono il Destino“ bei der „Gartenparty der Stars“ auf, die auf ORF und dem MDR übertragen wurde. Am 27. Juni folgte ein Auftritt im ZDF-Fernsehgarten mit „Marie“ und „Sono il Destino“ auf, am 28. Juni in einem erstmals von ORF1 übertragenen „Schulkonzert“ und am 9. September im Rahmen der Amadeus-Austrian-Music-Award-Verleihung. Aufgrund der COVID-19-Pandemie wurden die Auftritte im Vorfeld aufgezeichnet. Die Band spielte dabei den Song „Marie“, während sie auf einem offenen Wagen über die Wiener Ringstraße fuhr.
2022:
Am 7. Mai war die Band zu Gast bei der von ORF und MDR Fernsehen produzierten Fernsehsendung Gartenparty der Stars. Sie traten dort mit dem Song „Cool oder nicht“ auf. Am 27. Mai wurde die Band zu einer Audienz in der ORF-Satireshow Wir sind Kaiser eingeladen. Die Band gestaltete neben der Audienz auch das musikalische Rahmenprogramm der Sendung. Am 4. Juni trat die Band mit den Songs Marie und Sonne aus dem A... bei der Starnacht in Mörbisch am See auf.
2023:
Im Rahmen der Amadeus-Verleihung 2023 präsentierten sie ihren Song Das wird groß.

## Trivia
Markus Bieder und Gernot Höfler waren Gründungsmitglieder der Band Klimmstein. Patrick de Benedetto-Freisinger war Sänger und Komponist der Pop-Punk-Band Days in Paradise sowie Frontmann der Band Kompass Nord. Christian Stani war Gründungsmitglied der Symphonic-Metal-Band Visions of Atlantis und war dort bis 2003 Sänger.
Mit dem Auftritt in der Starnacht in Mörbisch am 4. Juni 2022 und einem Live-Auftritt beim Nova-Rock-Festival 2022 am 11. Juni 2022 ist Alle Achtung die erste österreichische Band, die in beiden Formaten bisher aufgetreten ist. Neben David Hasselhoff und der belgischen Band Triggerfinger erst der dritte Act überhaupt.

## Diskografie

### Alben
| Jahr | Titel           | Höchstplatzierung, Gesamtwochen, AuszeichnungChartsChartplatzierungen (Jahr, Titel, Platzierungen, Wochen, Auszeichnungen, Anmerkungen) | Anmerkungen                         |
| Jahr | Titel           | AT | Anmerkungen                         |
| ---- | --------------- | --- | ----------------------------------- |
| 2022 | Liebe & Krawall | AT3 (2 Wo.)AT | Erstveröffentlichung: 1. April 2022 |

Weitere Alben
- 2014: Es ist Zeit (Tonladen Records)
- 2018: Wir II Planet (Tonladen Records)

### Singles
| Jahr | Titel Album | Höchstplatzierung, Gesamtwochen, AuszeichnungChartsChartplatzierungen (Jahr, Titel, Album, Platzierungen, Wochen, Auszeichnungen, Anmerkungen) | Anmerkungen                         |
| Jahr | Titel Album | AT | Anmerkungen                         |
| ---- | ----------- | --- | ----------------------------------- |
| 2020 | Marie –     | AT8 Platin · (22 Wo.)AT | Erstveröffentlichung: 20. März 2020 |

Weitere Singles
- 2014: Es ist Zeit (Tonladen Records)
- 2015: Ganz fest dabei (Tonladen Records)
- 2017: Hol mich raus hier (Tonladen Records)
- 2018: Nirgendwo sonst (Tonladen Records)
- 2019: Liebeslieder (Tonladen Records)
- 2021: Sono il Destino (Universal Music)
- 2021: Bowie (Universal Music)